# Castro (Chile)
Castro es una ciudad de la zona sur de Chile, ubicada en el archipiélago de Chiloé, Región de Los Lagos, es la tercera urbe más antigua de Chile con existencia continuada, siendo fundada en febrero de 1567 por el mariscal Martín Ruiz de Gamboa bajo el nombre de «Santiago de Castro». Es capital de la comuna del mismo nombre y de la provincia de Chiloé. Según el censo nacional realizado en el año 2017, Castro tiene una población de 33 417 habitantes.

## Historia

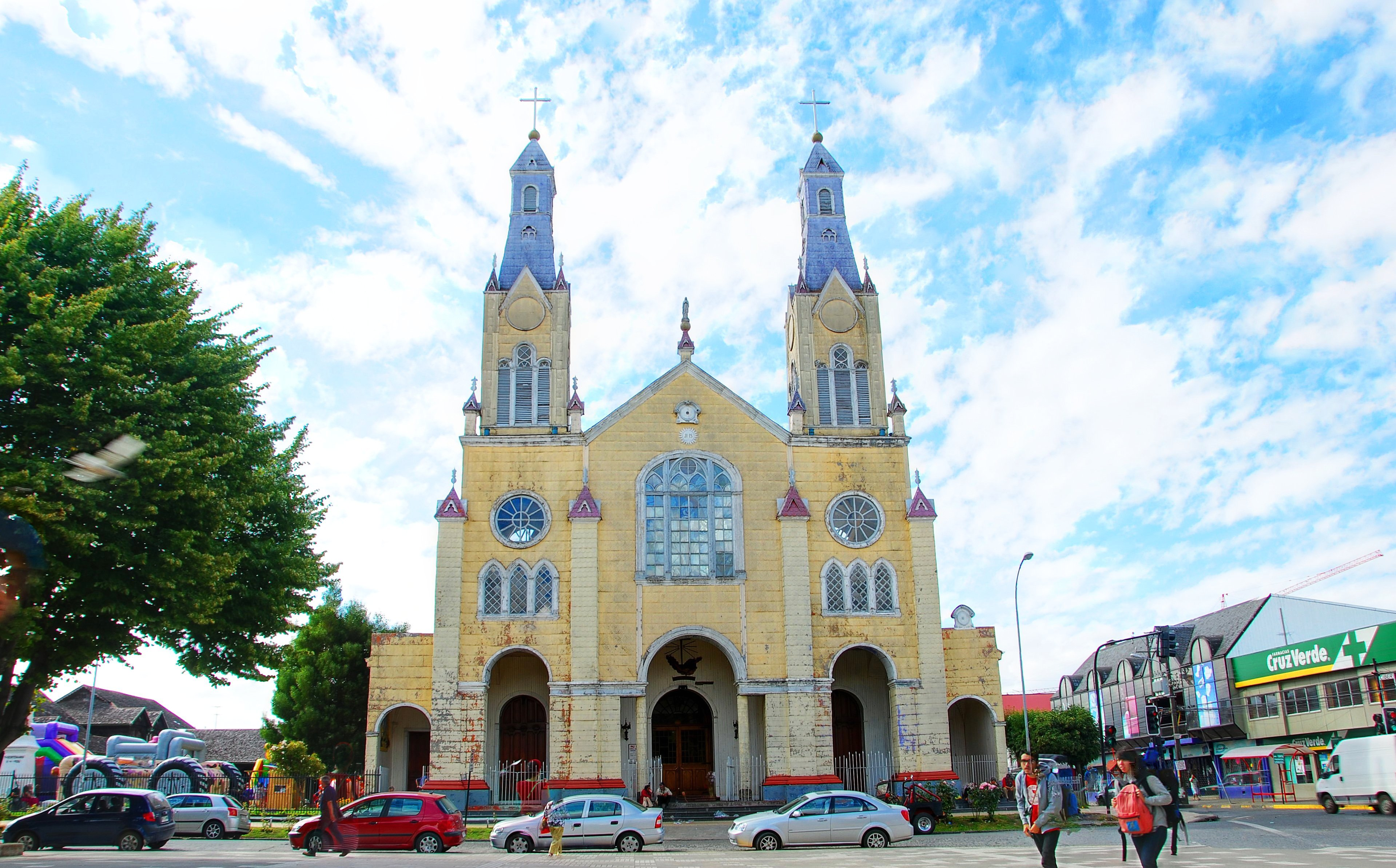
Iglesia Parroquial San Francisco de Castro, Patrimonio de la Humanidad.

Los conquistadores españoles tomaron posesión del archipiélago de Chiloé en 1567 y en el sector llamado Quiquilhue —«lugar donde abundan los helechos costilla de vaca» en mapudungun—, decidieron fundar la capital, debido a que era un lugar fácil de defender y contaba con abundancia de agua, además de pequeñas cantidades de oro arrastradas por el río. El fundador fue Martín Ruiz de Gamboa, quien bautizó al río con su apellido y a la futura ciudad la llamó Santiago de Castro, en honor al apóstol Santiago y al Virrey interino del Perú, Lope García de Castro.
Conforme a la costumbre, se realizó un reparto de terrenos e indígenas en encomiendas y se dividió la nueva ciudad en manzanas cuadradas o plano de damero. En 1594 Castro tenía aproximadamente ocho mil habitantes.

### Incursiones de corsarios y levantamiento indígena
El corsario holandés Baltazar de Cordes logró apoderarse de Castro en abril de 1600 con la ayuda de algunos indígenas. Cordes era el capitán de una las naves de la expedición que Jacobo Mahu y Simón de Cordes —entre otros comerciantes de Róterdam— habían emprendido para comerciar con América, establecer colonias y socavar el poderío español.
Al cruzar el Estrecho de Magallanes, las tormentas separaron a la flota y La Fe, al mando de Baltazar de Cordes, se refugió en el archipiélago de Chiloé. Los holandeses recibieron auxilio de huilliches de Lacuy y pactaron con ellos una alianza para tomar Castro y acabar con los españoles. Mediante el ardid de hacerse pasar por comerciantes pacíficos y contar que ellos deseaban ayudar a repeler un pronto ataque de los indígenas con el que habrían fingido estar de acuerdo, Cordes se ganó la confianza de las autoridades de Castro y logró que los pobladores de la ciudad se encerraran en la iglesia. Una vez llegados los huilliches, mató a sus jefes y también a los varones españoles y construyó un fuerte improvisado.
En ese momento, tuvo conocimiento de la llegada de corsarios a Chiloé el coronel Francisco del Campo, quién se aprestaba para iniciar los planes de una repoblación de Valdivia, la que había sido atacada por el levantamiento indígena iniciado en la batalla de Curalaba. Así, ante el temor de que estos extranjeros pudieran unirse a los indígenas alzados, y prestarles una inmensa ayuda, del Campo decidió inmediatamente ponerse en marcha al sur.
Luego, cuando este fuerte fue retomado por el contingente español, Cordes huyó por mar y estuvo varias veces a punto de ser atrapado. Finalmente, lo apresaron las autoridades de El Callao.
En cuanto al coronel Francisco del Campo, retornó a Osorno tras tomar represalias contra los indígenas, pues esa ciudad se encontraba en una situación calamitosa; producto del alzamiento huilliche en ese momento.

### Llegada de los exiliados de Osorno
Viendo el coronel del Campo que una mayor resistencia de los españoles en Osorno a nada bueno conduciría, dada la falta de ayuda exterior, resolvió, de acuerdo con el vecindario, el traslado de toda la gente a Castro. Del Campo sería muerto en el momento en el que se reunía embarcaciones para cruzar a Castro, siendo el capitán Jerónimo de Peraza, reemplazante de del Campo, que cumpliría el objetivo que llevó a su jefe al sur; y volver a Osorno.
Finalmente, Francisco Hernández Ortiz Pizarro —después de largos meses asediado en un pequeño fortín en la destruida Osorno con los soldados y habitantes sobrevivientes— resolvió marchar hacia Chiloé apoyado por algunos indios Yanaconas, y finalmente envió las mujeres y niños a Castro, quedando los soldados e indígenas aliados en Calbuco y en Carelmapu.

### SigloXX

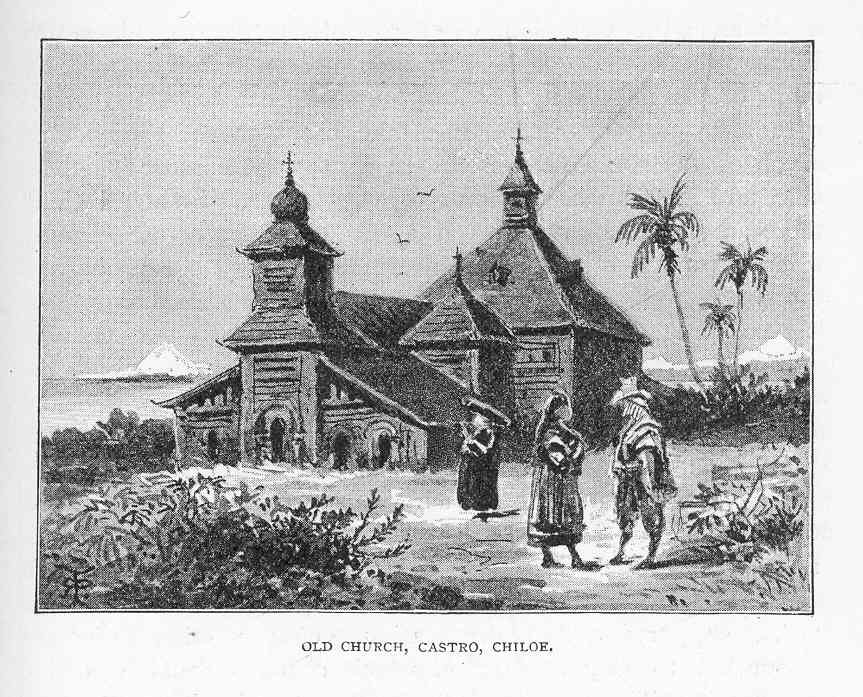
Antigua iglesia de Castro alrededor de 1830

Durante el siglo XX la ciudad sufrió grandes incendios que destruyeron los barrios más antiguos. La reconstrucción posterior al incendio de Castro de 1936 se hizo con cemento en lugar de madera, por lo que no hay exponentes relevantes de arquitectura en madera en las calles principales de Castro, a diferencia de lo que ocurre con la calle Centenario de Chonchi y otros lugares de Chiloé.
En 1912, se inauguró el ferrocarril de Chiloé que unió a la ciudad de Castro con la ciudad de Ancud. Durante los años 1930 y 1940 el puerto de Castro era uno de los puertos de mayor movimiento en todo el litoral, se comercializaban papas y maderas por miles de toneladas al resto del país, siendo el principal sector castreño, antes que los caminos terrestres conectaran con otras ciudades. 
El terremoto de Valdivia de 1960 produjo la migración del campo a la ciudad, por lo que la población de la ciudad creció incluso en los sectores altos. 
En la década de 1970 y 1980 la ciudad se extendió hacia el norte y sur, junto a todo el proceso de desarrollo urbanístico. El Parque Municipal de Castro fue habilitado a fines de la década de 1970, donde en el mes de febrero se efectúa el Festival Costumbrista, donde se muestra gastronomía, artesanía, folklore y costumbres chilotas.

### Actualidad (SigloXXI)
El 9 de diciembre de 2021 ocurrió un incendio que afectó a más de 100 viviendas en la comuna.

## Clima
Castro posee un clima de tipo oceánico y un promedio de temperaturas en torno a los 11 °C. Los montos pluviométricos son del orden de los 1830 mm, esto los hace incluso inferiores a los que se registran en la ciudad de Valdivia, ubicada unos 300 km al norte, por el efecto de la cordillera de la Costa que deja a Castro y la mayor parte de la costa oriental de Chiloé a sotavento de las precipitaciones.

## Arquitectura

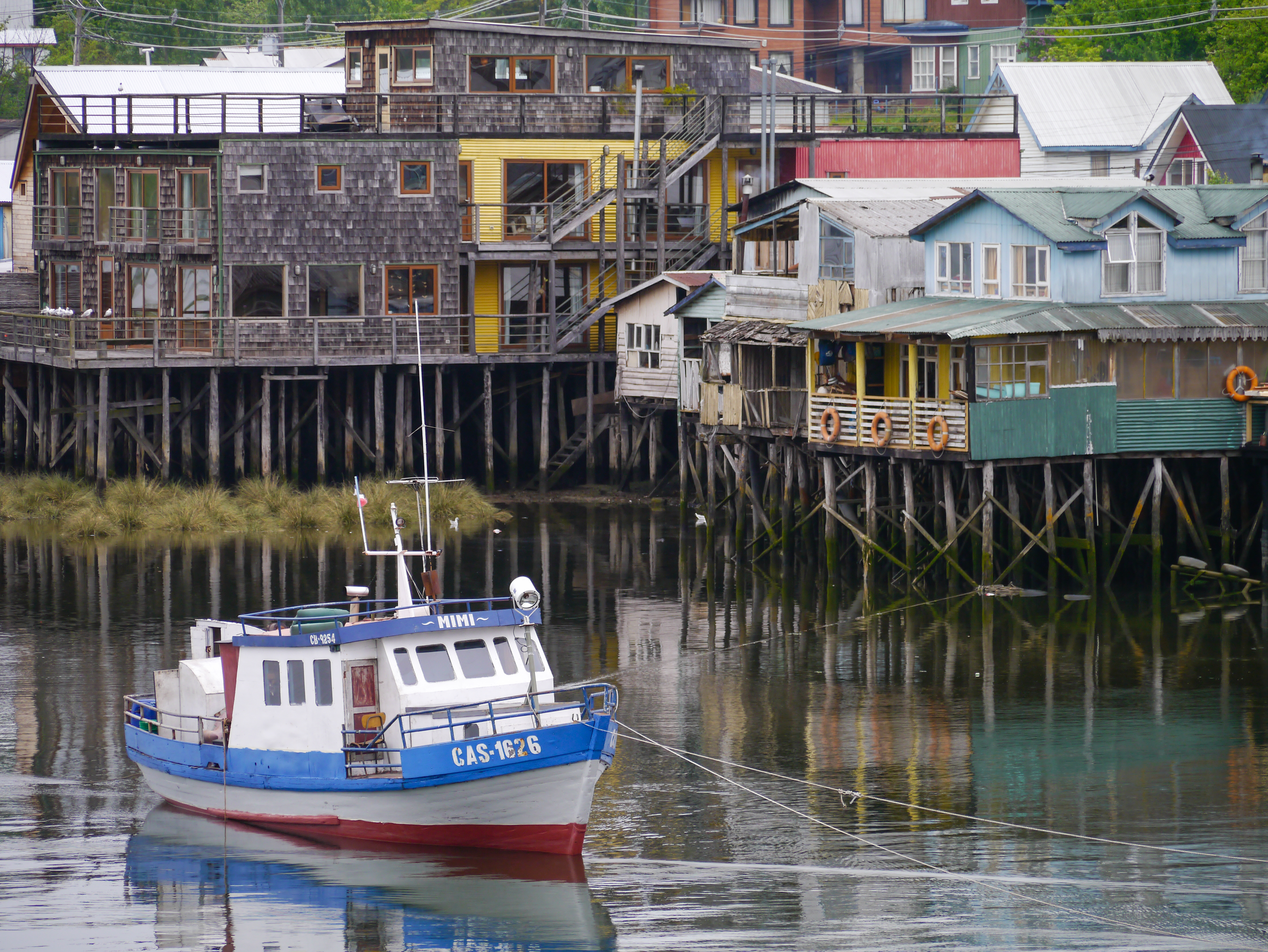
Palafitos de Castro sobre el agua.

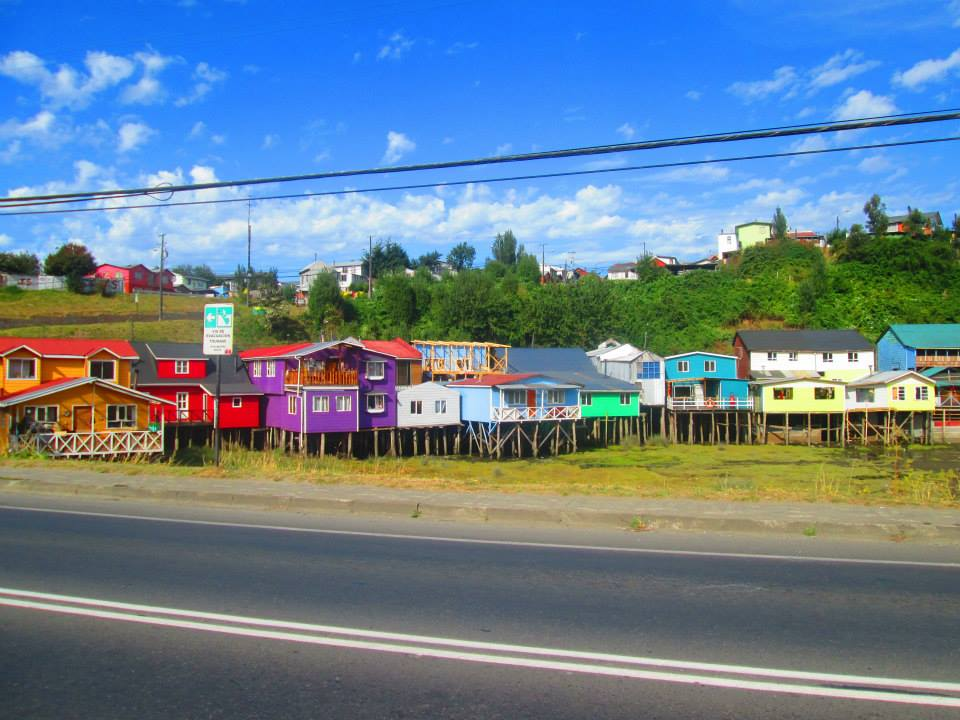
Palafitos en sector Pedro Montt.

En la comuna existen cuatro iglesias que fueron declaradas Patrimonio de la Humanidad por la Unesco, entre ellas la Iglesia San Francisco de Castro.
En dos sectores de la ciudad hay palafitos, casas construidas sobre pilotes de madera en la ribera, sobre el mar. Los que aún se mantienen en pie se encuentran actualmente en los sectores Pedro Montt y Gamboa. Antaño existían muchos otros en el sector Pedro Aguirre Cerda, pero resultaron destruidos a raíz del terremoto y maremoto de mayo de 1960.
La ciudad presenta dos museos importantes, el Museo Regional de Castro, con una colección de objetos chilotes y el Museo de Arte Moderno Chiloé.

## Conectividad

### Terrestre
La ciudad tiene dos terminales de buses principales:
- El Terminal Municipal de Castro, es en donde operan todas las empresas de buses (a excepción de Buses Cruz del Sur que sólo esta operativo desde su propio terminal) y minibuses. En primer lugar, existen los minibuses intercomunales con destinos a todas las otras ciudades de la provincia de Chiloé, como Quellón, Queilen, Puqueldón, Chonchi, Dalcahue (las cuales tienen dos tipos de recorridos, pasando por el sector de Mocopulli o por Putemún), Curaco de Vélez, Achao, Quemchi y Ancud, así como a los puntos intermedios. Además, existen servicios de buses rurales a través de los cuales se puede viajar a otros lugares del archipiélago como Aucar, Cucao, Calen, San Juan, Curahue, Montemar, Quicaví, Rilán, San José, Tenaún, entre otros puntos intermedios. En el mismo terminal existen servicios de buses interurbanos de tipo clásico, salón cama o cama prémium que van a otras ciudades importantes de la provincia y país, como Punta Arenas, Coyhaique (las dos primeras ciudades no disponibles hasta el momento), Quellón, Queilen, Ancud, Puerto Montt, Puerto Varas, Osorno, Temuco, Valdivia, Los Ángeles, Concepción, Talcahuano, Santiago, entre otros destinos, de las cuales se destacan los servicios de buses interurbanos de las empresas Queilen Bus, ETM y Buses Jordan.[5] En el mismo lugar se puede encontrar diversos kioscos, un restaurante, y un estacionamiento de taxis urbanos y rurales.[6][7]
- El Terminal de Buses Cruz del Sur, de propiedad de Empresas Cruz del Sur, es en donde opera esta empresa y todas sus filiales de buses. Se destacan servicios de buses a Quellón, Ancud, Puerto Montt, Osorno, Temuco y Santiago.

### Urbano

##### Buses
La ciudad cuenta con dos líneas de buses y cinco recorridos:
| Recorrido | Inicio            | Fin          |
| --------- | ----------------- | ------------ |
| 1A        | Alto Chiloé       | Gamboa Alto  |
| 2         | Salvador Allende  | Nercón       |
| 3A        | Galvarino Riveros | Gamboa Alto  |
| 3B        | La Chacra         | Cruce Challi |
| 4         | Villa El Mirador  | Llaullao     |

#### Colectivos
La comuna cuenta con un servicio autorizado de taxis colectivos.

### Marítima
Existen servicios subsidiados de lancha de pasajeros con salidas una vez al día, de lunes a domingo, a islas Chelín y Quehui. También existe una barcaza a Chaitén, a través de la empresa Naviera Austral, con salidas los domingos.

### Transporte aéreo
La ciudad de Castro está servida por el aeropuerto Mocopulli, que se encuentra aproximadamente a 19 km del centro de la ciudad, en la vecina comuna de Dalcahue. Es accesible desde la ruta 5 Sur a la altura del poblado de Mocopulli. La Primera línea aérea que llegó inicialmente a Mocopulli es la empresa LATAM, que esta desde el 2012,y que estuvo hasta el 1 de agosto de 2023, fecha en donde terminó sus servicios inicialmente por "inviabilidad de la ruta", además del "contexto económico desafiante" y "un alto precio del combustible"; tenía servicios con aproximadamente 4 vuelos semanales a Santiago. Aunque, la empresa decidió retomar sus servicios en enero de 2024, inicialmente en temporada alta, desde ese mes a marzo, y en la actualidad opera con normalidad. También opera la empresa, SKY Airline, con vuelos a Santiago (disponible a partir del 4 de enero de 2023), con salidas los miércoles, viernes y domingo. Anteriormente en el aeropuerto, operó la empresa JetSMART, disponible desde diciembre de 2020, con frecuencias 3 veces por semana con destino a Santiago (los martes, viernes y domingo). A finales de marzo de 2024, dejó de operar
También se encuentra disponible el Aeródromo Gamboa, el cual se ubica en el sector suroeste de la ciudad, a 2 km del centro.

## Economía
En 2018, la cantidad de empresas registradas en Castro fue de 1.176. El Índice de Complejidad Económica (ECI) en el mismo año fue de 0,93, mientras que las actividades económicas con mayor índice de Ventaja Comparativa Revelada (RCA) fueron Reparación de Instrumentos de Óptica y Equipo Fotográficos (327,33), Elaboración de Alimentos Preparados para Animales (76,81) y Servicios Personales de Traducción, Interpretación y Labores de Oficina (72,93).

### Comercio
Actualmente, el principal eje comercial es el Mall Paseo Chiloé, en donde existen diversos locales comerciales, un supermercado (Express de Lider), patios de comida, juegos infantiles, una sala de cine (Cinépolis), entre otros

## Atractivos turísticos

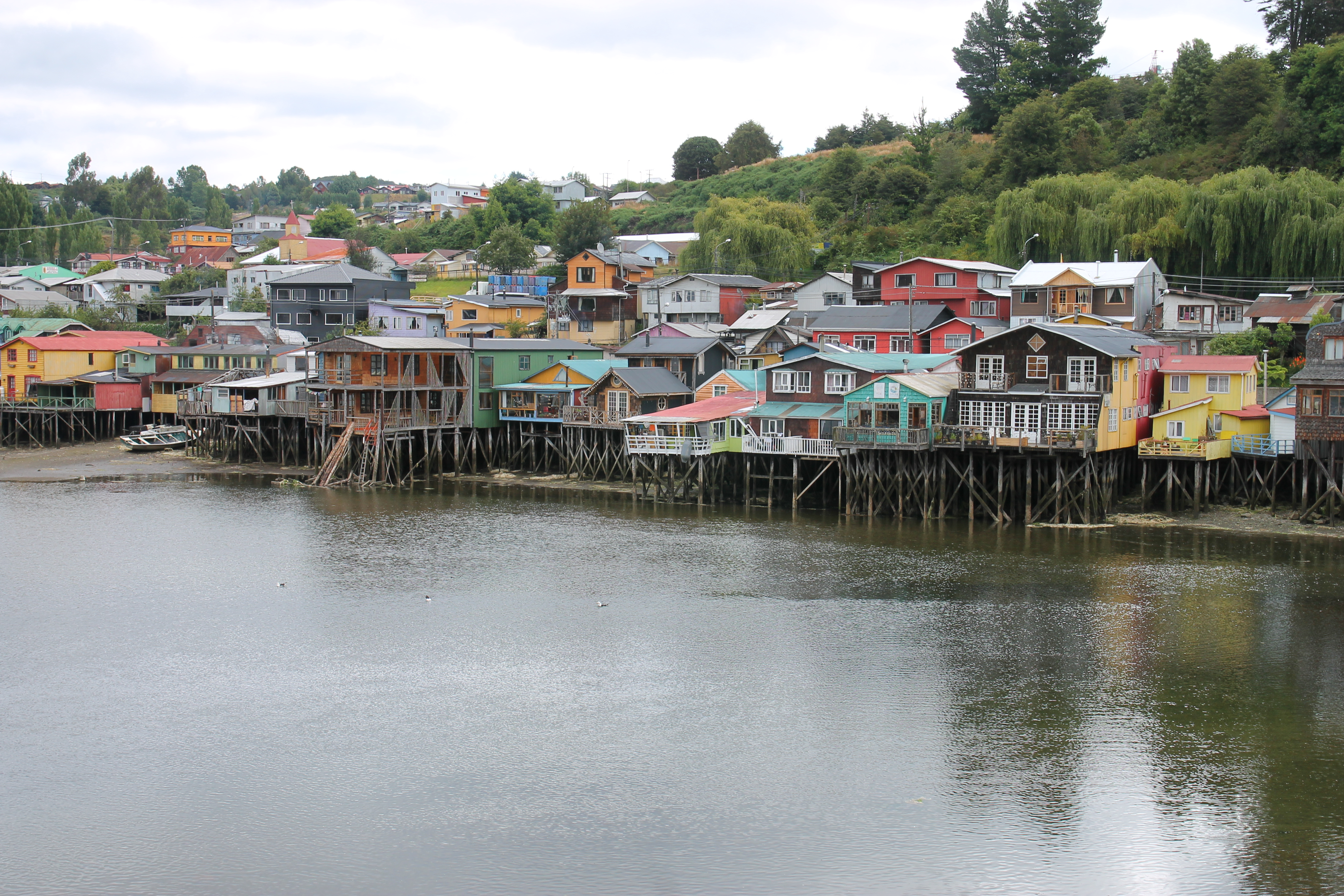
Palafitos, sector Gamboa

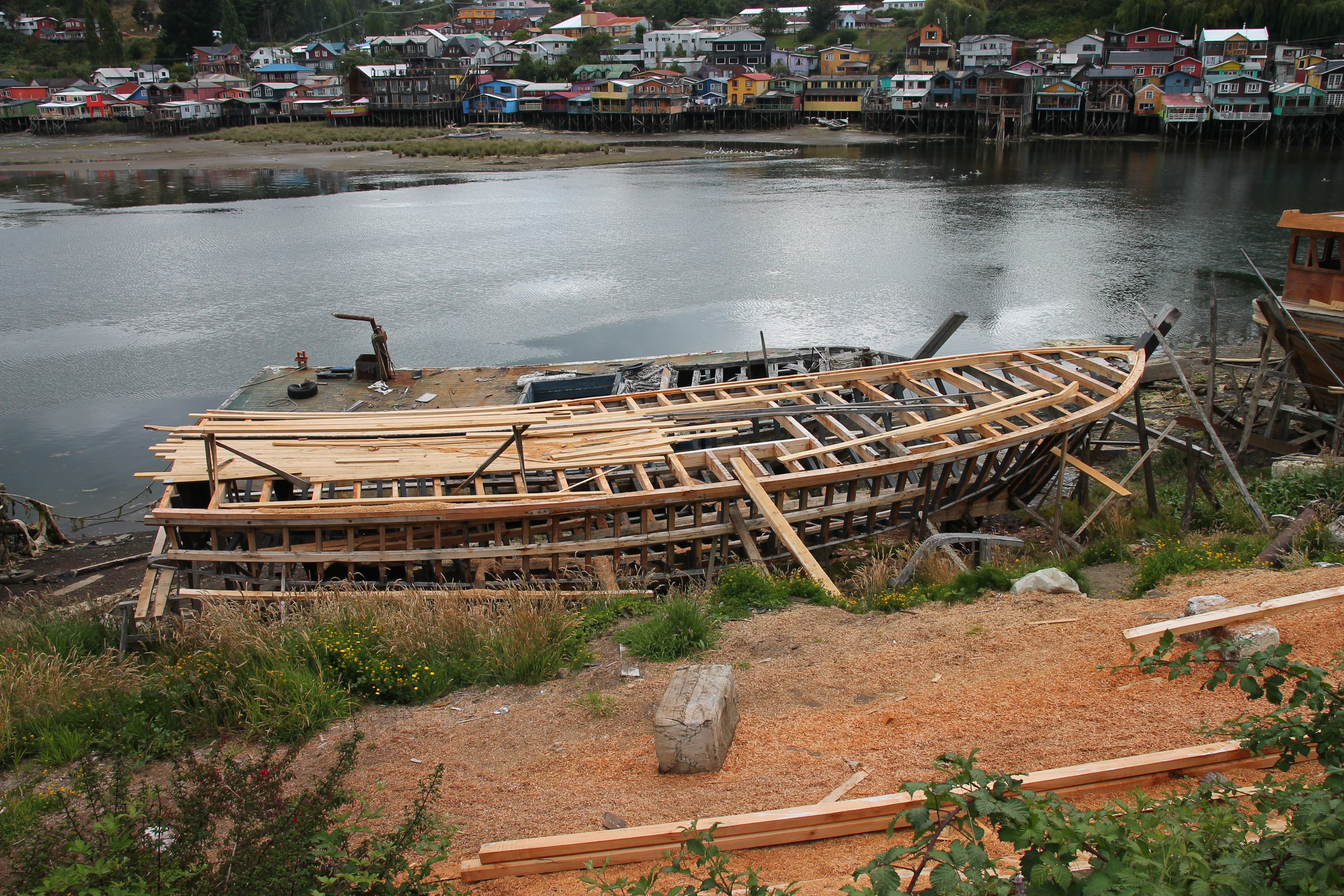
Astilleros con vista hacia Gamboa

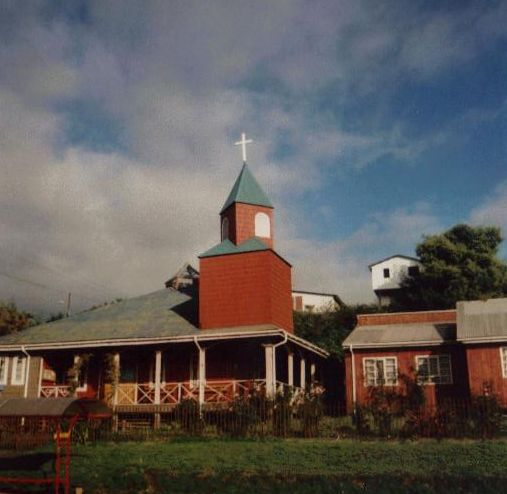
Capilla San Pedro, Barrio Gamboa

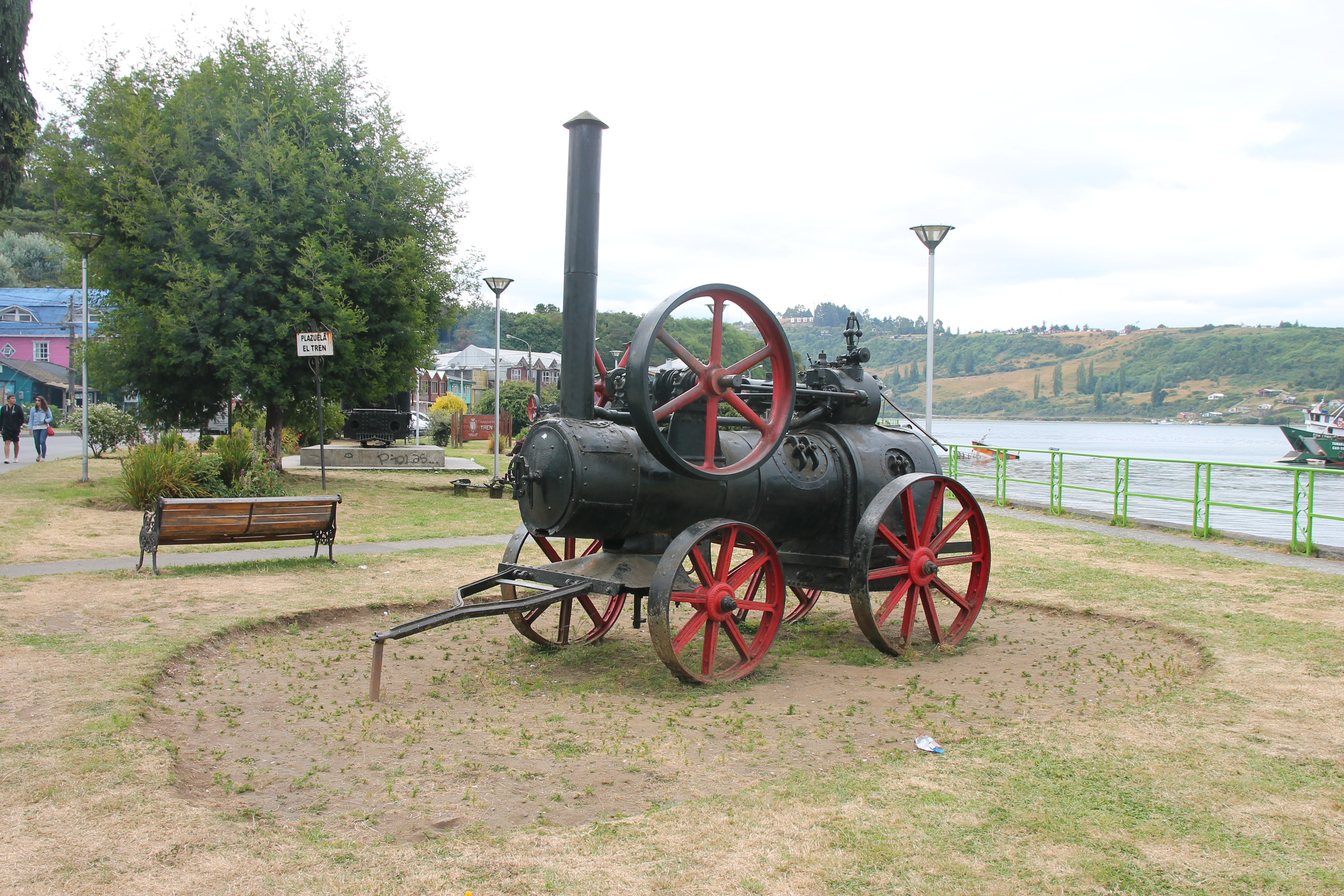
Antiguo locomóvil, Plazuela del Tren

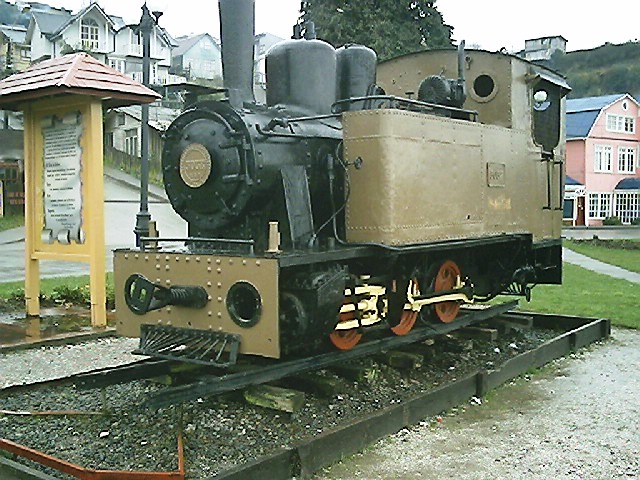
Antigua locomotora, Plazuela del Tren

El principal paseo público de la ciudad es la Plaza de Armas, ubicada entre las calles O'Higgins, San Martín, Blanco Encalada y Gamboa, en la que se ubica una pileta con una estatua de la Pincoya en su centro. En el costado de calle Gamboa está la iglesia San Francisco, monumento nacional desde 1979 y Patrimonio de la Humanidad desde 2001.
El Parque Municipal se ubica en la parte alta de la ciudad, en él se celebra todos los veranos el Festival Costumbrista Chilote, el más grande de su tipo en el sur de Chile. En ese parque hay sectores para comer, donde diferentes agrupaciones sociales tienen módulos de venta de comidas típicas y muestras artesanales locales. Además, en dicho recinto se celebra la Feria de la Biodiversidad, que ofrece muestras de productos agrícolas, por ejemplo, las distintas variedades de papas existentes y cultivadas en el archipiélago.
El pequeño parque Plazuela del Tren fue instalado sobre el terreno de la antigua estación que fue destruida en el terremoto de 1960. Una antigua locomotora y otros objetos que se refieren a la historia de la línea ferroviaria fundada en 1912 entre Castro y Ancud están expuestos allí.
En el pueblo de Nercón, a 5 km al sur de Castro, e incorporado al radio urbano desde 2007, está la Iglesia Nuestra Señora de Gracia de Nercón, construida en 1886-90 con un pequeño jardín delante del edificio. La iglesia mide 37,3 m de largo y 15,30 de largo. Fue declarada monumento nacional el 27 de julio de 1984 y Patrimonio de la Humanidad en diciembre de 2000.
Entre Nercón y Castro se puede visitar astilleros donde se construyen lanchas de madera, cerca del puente del río Nercón hay una animita muy conocida en la provincia.
En el cerro Millantuy se encuentra un monumento a la virgen María, ofrece una vista al centro de la ciudad y al fiordo de Castro.
También se puede visitar la feria artesanal ubicada en calle Lillo, donde se vende artesanía local y extranjera especialmente tejidos de lana, objetos de madera y cestería.

## Monumentos nacionales en Castro
| Monumento Histórico                                       | Ubicación                 | Decreto                        | Descripción | Imagen |
| --------------------------------------------------------- | ------------------------- | ------------------------------ | --- | ------ |
| Iglesia San Francisco de Castro                           | 42°28′54″S 73°45′50″O     | D. S. 1875 19 de julio de 1979 | La iglesia San Francisco, ubicada a un lado de la plaza de Armas de Castro, Chile, es el principal templo católico de la capital de la Provincia de Chiloé.                                                           |        |
| Iglesia de Nercón                                         | 42°30′04″S 73°47′08″O     | D. S. 422 27 de julio de 1984  | La Iglesia Nuestra Señora de Gracia de Nercón, o simplemente Iglesia de Nercón, es un templo católico situado en la localidad de Nercón, en la comuna chilota de Castro en la Región de Los Lagos, Zona Sur de Chile. |        |
| Entorno de la Iglesia Nuestra Señora de Gracias de Nercón | 42°29'56.0"S 73°46'49.9"W | D. 072 28 de enero de 2014     | Pueblo de Nercón. |        |

## Deportes

### Básquetbol
El Club de Deportes Castro es un equipo deportivo de básquetbol local, que juega en la Liga Nacional de Básquetbol, la más alta categoría del deporte en Chile. Su principal centro deportivo se encuentra en el Gimnasio Municipal de Castro, ubicado en calle Ramón Freire, a un costado del Estadio Municipal. Su palmarés más destacado fue el 2012, cuando fue campeón de la entonces Liga Nacional de Básquetbol 2011-12.

### Fútbol
La Selección de Castro es un equipo perteneciente a la ANFA. Obtuvo tres palmarés en el Campeonato Nacional de Fútbol Amateur Adulto, en los años 1974, 2003 , 2017 Y 2023 
Existen también diferentes clubes de fútbol en la ciudad, las cuales son: Alas Gamboa, Arco Iris, Comercio, Deportivo Lillo, Estrella del Sur, Estudiantes de Castro, Marítimo y Ten Ten Unido; todos ellos dependiendo de la Asociación de Fútbol de Castro, las cuales participan en torneos de diferentes categorías juveniles y de adultos.
Su principal centro deportivo se encuentra en el Estadio Municipal.

## Medios de comunicación

### Prensa escrita
Castro cuenta con dos medios escritos: El Insular, periódico que circula los martes, miércoles, jueves y viernes, y La Estrella de Chiloé, diario que circula por toda la provincia y que pertenece a la Sociedad Periodística Araucanía S.A. (filial de El Mercurio S.A.P.)

### Radioemisoras
En la ciudad de Castro se captan radioemisoras tanto locales como de otros lugares de la provincia y el resto del país. La emisora más antigua que continúa funcionando en la ciudad es Radio Chiloé A. M., fundada el 10 de junio de 1962.Hay otras emisoras de radio FM que pueden sintonizarse en distintas áreas de la ciudad. Algunas presentan dificultades de recepción, mientras que otras se escuchan con claridad. Estas emisoras cuentan con plantas transmisoras ubicadas en comunas cercanas como Dalcahue, Achao, Curaco de Vélez, Puqueldón, Chonchi, e incluso de Queilen.
| Banda | Frecuencia | Nombre                          | Cobertura                               | Emisora Nacional/Local/Provincial/Regional |
| ----- | ---------- | ------------------------------- | --------------------------------------- | --- |
| FM    | 88.3 MHz   | Radio Imagen                    | Castro                                  | Estación Local |
| FM    | 88.7 MHz   | NiTanRetro FM                   | Castro                                  | Emisora provincial que emite música anglo y retro con estación local en Castro y Ancud |
| FM    | 89.3 MHz   | Radio Bío-Bío                   | Castro                                  | Cadena nacional y regional generalista. Esta radio emite programación de Concepción, Santiago de Chile y Puerto Montt, esta última en gran parte del dia                                              |
| FM    | 90.1 MHz   | Radio MRG                       | Castro                                  | Estación local generalmente musical; ocasionalmente emite programación deportiva y noticiosa de Radio Chiloé                                                                                          |
| FM    | 91.3 MHz   | Radio Estrella del Mar          | Castro                                  | Cadena provincial de radio de corte católico, emite localmente, y ocasionalmente desde Ancud y Palena                                                                                                 |
| FM    | 92.1 MHz   | Radio Armonía                   | Castro                                  | Cadena nacional de radio de corte evangélico, emite desde Santiago de Chile |
| FM    | 92.7 MHz   | Nuevo Tiempo                    | Castro                                  | Cadena nacional de radio de corte evangélico, emite desde Santiago de Chile |
| FM    | 93.3 MHz   | Radio Caramelo                  | Castro                                  | Cadena nacional de radio que emite cumbias, rancheras, y géneros afines; emite desde Ancud. Se capta en el sector Castro Alto y localidades cercanas,ya que su antena repetidora se ubica en Dalcahue |
| FM    | 94.1 MHz   | Radio Reloncaví                 | Castro                                  | Cadena regional de radio generalista; emite desde Puerto Montt |
| FM    | 94.5 MHz   | Radio Nahuel                    | Castro                                  | Cadena provincial de radio generalista, con estación local en Castro |
| FM    | 94.7 MHz   | Radio Nahuel                    | Castro Alto y comunas cercanas          | Cadena provincial de radio generalista, emite desde Achao |
| FM    | 95.3 MHz   | Radio Estrella del Mar          | Castro Alto y Comunas cercanas          | Cadena provincial de radio, emite desde Achao |
| FM    | 95.7 MHz   | Radio Al Sur                    | Sur de Castro                           | Cadena provincial de radio, emite desde Puqueldón |
| FM    | 95.9 MHz   | Radio Dalcahue                  | Castro Alto y Comunas cercanas          | Emisora de radio que emite desde Dalcahue; su programación es local de la ciudad mencionada anteriormente                                                                                             |
| FM    | 96.3 MHz   | CyS Radio                       | Castro , Castro Alto y Comunas cercanas | Emisora de radio que emite desde Dalcahue; su programación es local de la ciudad mencionada anteriormente                                                                                             |
| FM    | 96.9 MHz   | Digital FM                      | Castro                                  | Cadena regional de radio de género musical anglo, emite desde Puerto Montt |
| FM    | 97.9 MHz   | Inicia Radio                    | Castro                                  | Cadena nacional de radio de corte evangélico, emite desde Santiago de Chile |
| FM    | 98.7 MHz   | Radio Quellón                   | Castro, y Comunas cercanas              | Cadena provincial de radio , emite desde Quellón, y frecuentemente emite la programación de Radio Cooperativa                                                                                         |
| FM    | 99.1 MHz   | Radio Libertad                  | Nercón , sector sur de Castro           | Emisora de radio que emite desde Chonchi; su programación es local de la ciudad mencionada anteriormente, con baja cobertura                                                                          |
| FM    | 99.5 MHz   | Radio Punto 7                   | Castro                                  | Cadena regional de radio de género latino y bailable; emite desde Puerto Montt |
| FM    | 100.1MHz   | Radio Cooperativa               | Castro                                  | Cadena nacional de radio (Red Los Lagos). Emite desde Santiago de Chile y Puerto Montt |
| FM    | 100.5MHz   | Radio Curaco de Vélez           | Castro Alto, y comunas cercanas         | Emisora de radio que emite desde Curaco de Vélez; su programación es local de la ciudad mencionada anteriormente                                                                                      |
| FM    | 100.7MHz   | Radio Nahuel                    | Castro Alto y comunas cercanas          | Cadena provincial de radio, emite desde Chonchi |
| FM    | 101.1MHz   | En La Noticia Radio (ELN Radio) | Castro                                  | Emisora local, emite música anglo y latina con estación Local en Castro. |
| FM    | 101.5MHz   | El Conquistador FM              | Castro                                  | Cadena nacional de radio con estación local en Castro |
| FM    | 102.5MHz   | Radio Insularina                | Castro Alto y comunas cercanas          | Emisora que emite desde Achao (Perteneciente al Liceo Insular de Achao) |
| FM    | 102.9MHz   | Radio Carolina                  | Castro                                  | Cadena nacional de radio, emite desde Santiago de Chile |
| FM    | 103.3MHz   | Radio Tropical Stereo           | Castro                                  | Cadena regional de radio , emite desde Puerto Montt y Castro |
| FM    | 104.3MHz   | ADN Radio Chile                 | Castro                                  | Cadena nacional de radio, emite desde Santiago de Chile |
| FM    | 104.7MHz   | Radio El Lago                   | Nercón y Localidades al sur de Castro   | Emisora provincial de radio, emite desde Chonchi, Huillinco, mínima cobertura |
| FM    | 105.1MHz   | Radio San Carlos                | Castro                                  | Emisora provincial de radio, emite desde Chonchi |
| FM    | 105.7MHz   | Positiva FM                     | Castro                                  | Cadena nacional de radio con estación local en Castro |
| FM    | 106.1MHz   | Radio Estación de Chiloé        | Castro                                  | Estación local |
| FM    | 106.7MHz   | Radio Insular                   | Castro                                  | Cadena provincial de radio , emite desde Ancud |
| FM    | 107.1MHz   | Radio Quenac                    | Castro Alto y comunas cercanas          | Emisora provincial de radio , emite desde Isla Quenac |
| FM    | 107.3MHz   | Radio El buen pastor            | Castro y comunas cercanas               | Estación local (Sin emision actualmente) |
| FM    | 107.7MHz   | Radio Maranatha                 | Castro                                  | Estación local de corte evangélico |
| FM    | 107.9MHz   | Radio Palomar                   | Castro Alto                             | Estación Provincial , emite desde Dalcahue (sin emision actualmente) |

| Banda | Frecuencia | Nombre       | Cobertura | Emisora Local /Regional/ Nacional |
| ----- | ---------- | ------------ | --------- | --------------------------------- |
| AM    | 1030 kHz   | Radio Chiloé | Castro    | Estación local                    |

| Emisora                                  | Disponibilidad |
| ---------------------------------------- | -------------- |
| Radio Chiloé                             | Online         |
| Radio MRG                                | Online         |
| Radio Imagen                             | Online         |
| Radio Estrella Del Mar                   | Online         |
| Radio Nahuel (Sección Señal Castro 94.5) | Online         |
| En La Noticia Radio                      | Online         |
| NiTanRetro FM                            | Online         |
| Radio Estación de Chiloé                 | Offline        |

### Televisión
Anteriormente en la ciudad se pudieron sintonizar por televisión abierta 3 canales de Santiago de Chile, 1 local, y 1 proveniente desde la ciudad de Ancud.
El primer canal en apagar su señal análoga fue Mega a inicios del 2023 (Señal 6 desde 1991), pero a diferencia de los otros canales, decidió renunciar la concesión de televisión, y en efecto, no iniciar las transmisiones en la señal digital
En marzo de 2024, los canales abiertos, dejaron de emitirse, debido al apagón del sistema de televisión análoga, y que, en consecuencia, serán solo sintonizables por la TV Digital. El primero fue TVN, el 21 de marzo del 2024 al mediodía, dejando de emitir la señal 10, que estuvo en operaciones desde el año 1973. Al día siguiente fueron el turno de las señales de Canal 13 (Señal 12 desde 1988) y Chilevisión (Señal 4 desde inicios de 1994), las cuales sólo se emiten en la televisión digital
Castro TV Antiguamente se sintonizaba en el canal 2 (TV Abierta), hasta el momento se desconoce si migrara a la TVD, pero es sintonizable en TV Cable

#### Televisión Abierta Digital
Actualmente, existen 8 señales digitales de televisión vía TVD (5 visibles en alta definición y 3 exclusivos para dispositivos compatibles con el servicio de transmisión móvil 1seg)
| Mux Físico | Frecuencia virtual | Nombre del canal | Origen            | Calidad |
| ---------- | ------------------ | ---------------- | ----------------- | ------- |
| 31 UHF     | 4.1                | Chilevisión      | Santiago de Chile | HD      |
| 31 UHF     | 4.2                | UChile TV        | Santiago de Chile | HD      |
| 31 UHF     | 4.31               | Chilevisión      | Santiago de Chile | SD 1Seg |
| 29 UHF     | 10.1               | TVN              | Santiago de Chile | HD      |
| 29 UHF     | 10.2               | NTV              | Santiago de Chile | HD      |
| 29 UHF     | 10.31              | TVN              | Santiago de Chile | SD 1Seg |
| 23 UHF     | 12.1               | Canal 13         | Santiago de Chile | HD      |
| 23 UHF     | 12.2               | T13 En Vivo      | Santiago de Chile | HD      |
| 23 UHF     | 12.31              | Canal 13         | Santiago de Chile | SD 1Seg |

Canales de televisión en señal abierta digital (TVD) con dial definitiva, aunque sin iniciar las transmisiones en la ciudad, las cuales son:
| Mux Físico | Frecuencia virtual | Nombre del canal                    | Origen            | Calidad |
| ---------- | ------------------ | ----------------------------------- | ----------------- | ------- |
| 21 UHF     | 8.1                | Décima TV                           | Ancud             | HD      |
| 21 UHF     | 8.31               | Décima TV                           | Ancud             | SD 1Seg |
| 45 UHF     | 45.1               | Cooperativa TV (Nombre provisional) | Santiago de Chile | HD      |
| 45 UHF     | 45.2               | Cooperativa TV (Nombre provisional) | Santiago de Chile | SD      |
| 45 UHF     | 45.31              | Cooperativa TV (Nombre provisional) | Santiago de Chile | SD 1Seg |
| 47 UHF     | 47.1               | Nahuel TV                           | Local             | HD      |
| 47 UHF     | 47.2               | Nahuel TV (Señal secundario)        | Local             | HD      |
| 47 UHF     | 47.31              | Nahuel TV                           | Local             | SD 1Seg |

#### Televisión por Cable
Existen 7 canales locales de televisión por cable, incluyendo el canal Castro Municipio  TV. Por medio de cableoperadores, IPTV, y TV Satelital, se podrá sintonizar no solamente los canales nacionales restantes como Mega, La Red, TV+ y Telecanal, sino que también otros canales regionales, nacionales y extranjeros.  
| Nombre del canal    | Origen | Disponibilidad                                                 |
| ------------------- | ------ | -------------------------------------------------------------- |
| Castro Municipio TV | Local  | iNET Americas (Canal 5), TELSUR (Canal 59) y SurBit (Canal 54) |
| Canal Chilote       | Local  | iNET Americas (Canal 87)                                       |
| Telesur Castro      | Local  | VTR (Canal 3) y TELSUR (Canal 45)                              |
| Canal del Sur       | Local  | TELSUR (Canal 47)                                              |
| Radio Imagen TV     | Local  | Patagonia IP (Canal 62)                                        |
| NiTanRetro TV       | Local  | iNET Americas (Canal 3)                                        |

#### Streaming IPTV
Se pueden ver señales en Internet vía tecnología streaming de canales de TV y radios locales (Streaming Video) provenientes de esta ciudad
| Nombre del canal    | Origen | Disponibilidad         |
| ------------------- | ------ | ---------------------- |
| Radio Chiloé        | Local  | (Sección Streaming TV) |
| Canal Chilote       | Local  | Online                 |
| NiTanRetro TV       | Local  | Online                 |
| Castro Municipio TV | Local  | Offline                |
| TV Nahuel           | Local  | Offline                |

### Medios digitales
También existen diversos medios digitales que informan sobre los acontecimientos, no solo de la ciudad, sino de toda la provincia de Chiloé, el país y el mundo. Algunos de estos medios se especializan en la cobertura de emergencias, como accidentes, incendios, y otros incidentes relevantes.
- Radio Chiloé (Facebook)
- Chiloe.News
- Emergencias Chiloé
- Emergencia en la Provincia
- La Opinión de Chiloé
- Chiloé Actualiza
- TV Chiloé
- En La Noticia
- Diario Chiloé
- Ten Ten TV

## Servicios

### Bomberos
El Cuerpo de Bomberos de Castro está formado por seis compañías, 6 en la ciudad de Castro y 1 en la aldea de Rilán.
- 1.ª Compañía de Bomberos de Castro (8 de marzo de 1896) Gamboa Alto - Villa Chiloé
- 2ª Compañía "Chiloé – España" (29 de abril de 1900)
- 3ª Compañía del Cuerpo de Bomberos de Castro (1 de mayo de 1926)
- 4ª Compañía del Cuerpo de Bomberos de Castro (11 de junio de 1933)
- 5ª Compañía de Bomberos de Castro "Bomba Croata" (6 de mayo de 1959)
- 6ª Compañía de Bomberos de Castro (22 de mayo de 1966)
- 7ª Compañía de Bomberos de Castro (20 de enero de 1971)

## Escudo de armas
La ciudad de Castro utiliza actualmente una versión modificada del antiguo escudo de armas del Cabildo de Castro de la era virreinal española. Su rehabilitación se produce a partir de 1899, cuando Abraham Silva Molina lo identifica en una carta de 1696 almacenada en la Biblioteca Nacional, dándolo a conocer posteriormente a través del periódico El Ferrocarril
La versión modificada, actualmente en uso por la Municipalidad, ha sido cuestionada por la presencia de diversos errores heráldicos, frente a lo que se ha realizado una propuesta de rectificación a partir de la rehabilitación de las armerías antiguas de origen hispánico. Esta investigación, publicada por la Real Academia Matritense de Heráldica y Genealogía, plantea el siguiente blasonamiento:

Escudo cuartelado; 1.º, un castillo almenado de oro, donjonado con tres torres, todo mazonado, y con la puerta principal y asimismo la de la torre principal, en sable, en campo de gules; 2.º y 3.º, diecisiete ondas marinas de azur y plata, tres islas de sinople mal ordenadas: una grande y acostada en jefe (la Isla Grande de Chiloé), y en punta dos puestas en palo y colocadas en faja (Lemuy y Quinchao); 4.º, un león rampante coronado, lampasado y uñado de gules, en campo de plata. Bordura de oro (sin cubrir las partes superiores de los cuarteles 1.º y 2.º) con la leyenda “LA MVI LEAL CIVDAD DE CASTRO”, escrita desde el cuartel 2.º hasta el 1.º, en sentido dextrógiro. Orlado con un Toisón de Oro; y bajo corona real abierta.

## Ciudades hermanadas
La ciudad de Castro ha firmado protocolos de hermanamiento de ciudades con:
- Puerto Madryn, Argentina[33]